# Cekancevo, Sofia
Cekancevo (în bulgară Чеканчево) este un sat în comuna Gorna Malina, regiunea Sofia,  Bulgaria. 

## Demografie
Componența etnică a satului Cekancevo
     Bulgari (99,04%)
     Nicio identificare (0,95%)
     Altele (0%)
La recensământul din 2011, populația satului Cekancevo era de 313 locuitori. Din punct de vedere etnic, majoritatea locuitorilor (99,04%) erau bulgari. Pentru 0,95% din locuitori nu este cunoscută apartenența etnică.